# Homes ledsköldpadda
Homes ledsköldpadda (Kinixys homeana) är en sköldpaddsart som beskrevs av  Thomas Bell 1827. Arten ingår i släktet Kinixys och familjen landsköldpaddor. IUCN kategoriserar Homes ledsköldpadda globalt som sårbar. Inga underarter finns listade i Catalogue of Life.

## Utbredning
Homes ledsköldpadda återfinns till största delen i Nigeria och Kamerun. Den finns även i Liberia, södra Elfenbenskusten, Ghana, sydvästra Togo, Benin, Ekvatorialguinea och Kongo-Kinshasa.

## Habitat
Homes ledsköldpadda lever i skogar, ofta något torrare skogar än den närbesläktade  sågtandade ledsköldpaddan föredrar. Studier på den nigerianska populationen har visat att de föredrar torra skogar i anslutning till mangrove och träsk. Sköldpaddorna behöver lövtäcket och skuggiga miljöer för att undvika överhettning.